# Emmesomyia bistriata
Emmesomyia bistriata este o specie de muște din genul Emmesomyia, familia Anthomyiidae. A fost descrisă pentru prima dată de Stein în anul 1918. Conform Catalogue of Life specia Emmesomyia bistriata nu are subspecii cunoscute.